# Valeri Popovitsj
Valeri Aleksandrovitsj Popovitsj (Russisch: Валерий Александрович Попович; Gorki, 18 mei 1970) is een voormalig profvoetballer uit Rusland, die ook de Finse nationaliteit heeft.
Popovitsj speelde als aanvaller of aanvallende middenvelder. Het grootste deel van zijn carrière speelde hij clubvoetbal in Finland bij FC Haka. Met die club won hij vijfmaal de Finse landstitel. Popovitsj werd daarnaast vier keer uitgeroepen tot beste speler van de Veikkausliiga, de hoogste afdeling in Finland: 1995, 1998, 2002 en 2003. Hij was tevens tweemaal topscorer van zijn tweede vaderland: 1995 en 1999. Voor FC Haka kwam hij tot 366 competitieduels en 176 goals. Bij die club geldt hij als een legende.
In het seizoen 1999–2000 speelde hij op huurbasis voor sc Heerenveen, en kwam hij tot achttien competitieduels en zes goals voor de Friezen. Zijn bijnamen luiden Vallu, Tsaari en Popo. Na zijn actieve loopbaan ging hij als jeugdtrainer aan de slag.

## Erelijst
FC Haka
- Veikkausliiga

1995, 1998, 1999, 2000, 2004, 2009
- Suomen Cup

1997, 2002, 2005